# Федерація футболу Туркменістану
Федерація футболу Туркменістану (туркм. Türkmenistanyň Futbol Federasiýasy) — організація, що здійснює контроль і управління футболом у Туркменистані. Резиденція розташована в Ашгабаті. Головна мета її діяльності — сприяння в розвитку і популяризації футболу в Туркменистані. ФФТ займається організацією ігор Чемпіонату Туркменистану, організовує ігри національної збірної, також займається розвитком дитячо-юнацького футболу.

## Історія
Утворена в 1992 році. У 1994 році прийнята до ФІФА, яка реєструє всі матчі національних збірних команд усіх країн-членів ФІФА. Збірна Туркменістану нового скликання свої перші матчі провела в 1992 році, ці матчі ФІФА зареєструвала на основі того, що, хоча Федерація футболу Туркменістану була прийнята в члени ФІФА в 1994 році, збірній Туркменістану було дозволено з 1992 року брати участь в турнірах, що проводяться під егідою ФІФА. Також в 1994 році федерація прийнята в АФК.
У березні 2003 року на позачерговій конференції Федерація футболу Туркменістану перетворена в Асоціацію. В результаті таємного голосування, головою Асоціації футболу Туркменістану більшістю голосів обрали Аллаберди Мамметкулієва..
У березні 2007 року президенти ФІФА Йозеф Блаттер і АФК Мохамед Бін Хаммам відкрили в столиці Туркменістану Будинок футболу — новий офіс Асоціації футболу Туркменістану, який розташувується в одному з елітних будинків в південній частині Ашгабата.
У травні 2008 року на посаду голови Федерації футболу Туркменістану була висунута кандидатура хякима Ашгабата Дер'ягельди Оразова. Інших пропозицій не надійшло, в результаті, процедура голосування відпала сама собою, і головою обрали Оразова.
У травні 2012 року на посаду голови Федерації футболу Туркменістану висунули кандидатуру заступника Голови Кабінету Міністрів Сапардурди Тойлиєва, яку підтримали всі делегати конференції. Під час конференції затвердили нову емблему..

## Президенти
- Аллаберди Мамметкулієв (березень 2003 — травень 2008)
- Дерягелди Оразов[3] (травень 2008 — травень 2012)
- Сапардурди Тойлиєв[4] (травень 2012 — т.ч.)